# 南浦特別市
座標: 北緯38度44分 東経125度24分 / 北緯38.733度 東経125.400度

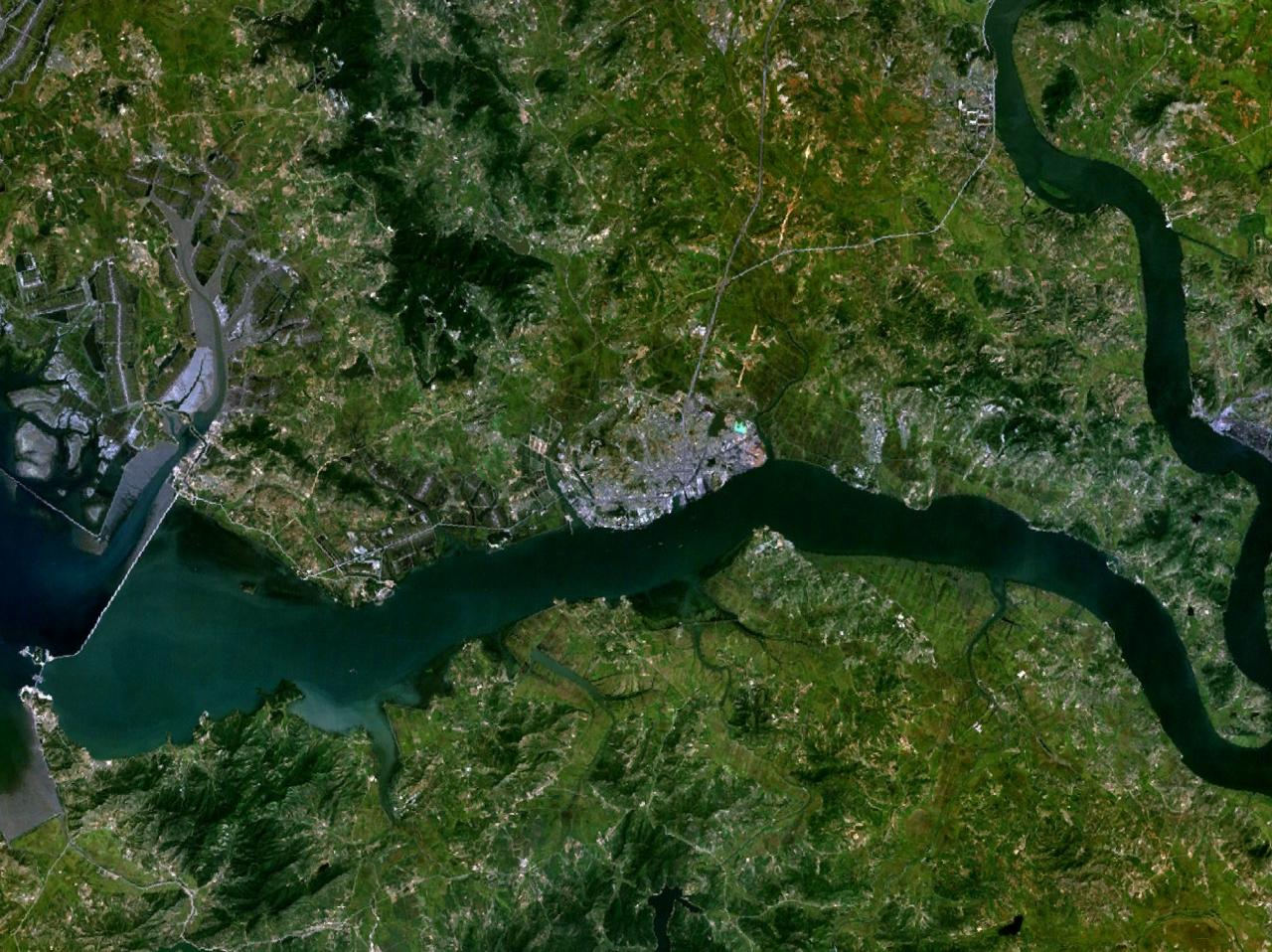
衛星写真。写真の右側から左側にうねりながら流れるのは大同江。川の北岸にあるのが南浦市街、写真の左端にあるダムが西海閘門

南浦特別市（ナムポ/ナンポとくべつし/日本語読み:なんぽ）は、朝鮮民主主義人民共和国の西部にある都市。平壌の外港として重要な貿易港、工業都市である。市名は日本統治時代の旧名「鎮南浦」に由来する。1979年から2004年までは直轄市に位置付けられ、2004年以降は平安南道に属する「特級市」となったが、2010年から再度平安南道から分離されて特別市となった。

## 地理
大同江河口から39km上流にある港湾都市。北側は平壌直轄市、南側は黄海北道と接する。

## 行政区画
5区域2郡を管轄する。
- 江西区域
- 大安区域
- 臥牛島区域
- 千里馬区域
- 港口区域
- 温泉郡
- 龍岡郡

## 歴史

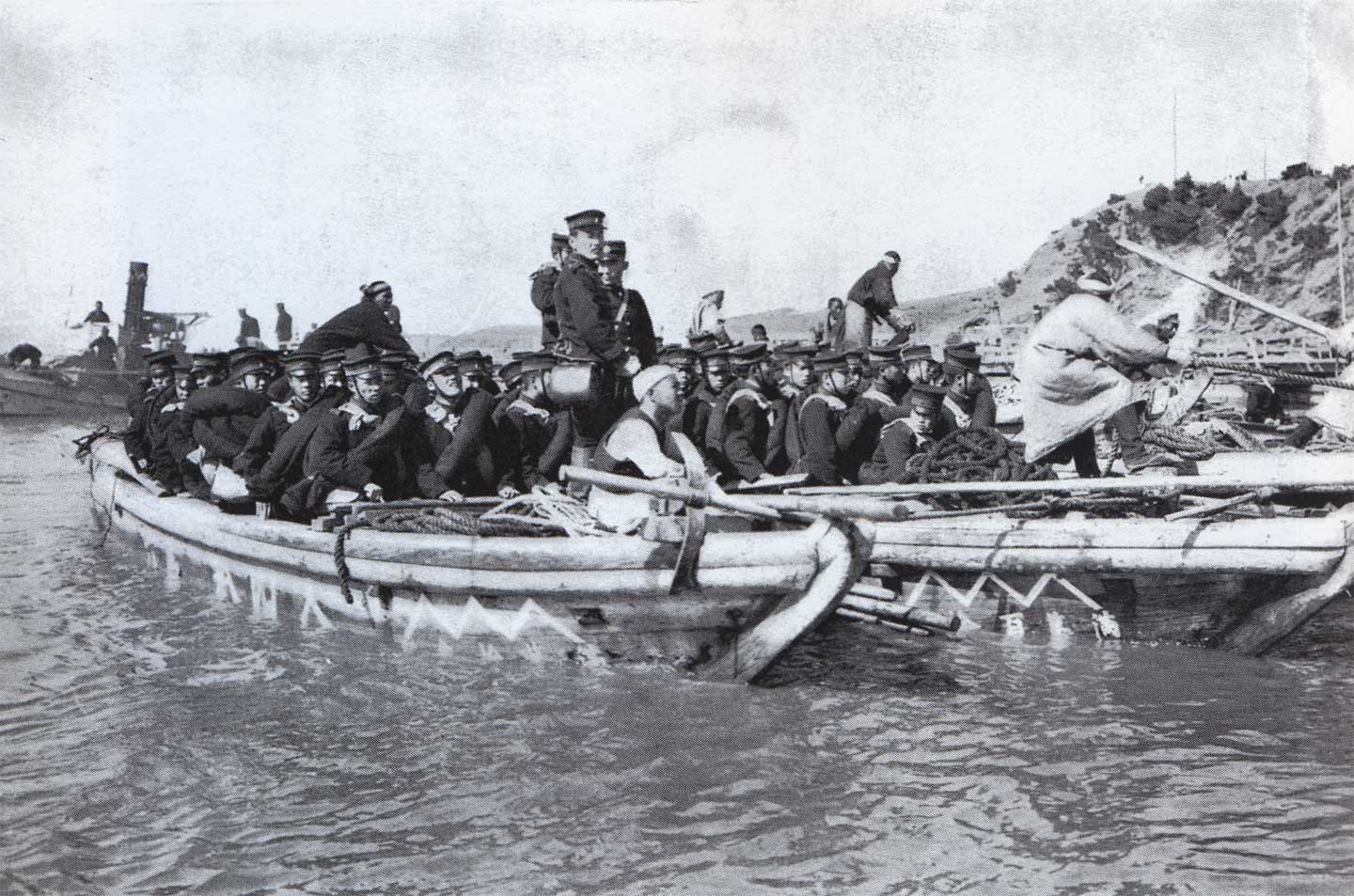
日露戦争時、満州に向かう途上で南浦に上陸した日本軍

李氏朝鮮時代までは小さな漁村に過ぎなかったが、1894年の日清戦争で日本軍の兵站基地となり、1897年開港し、鉄道も敷設されて急速に発展した。
1945年までは「鎮南浦」（ちんなんほ）と呼ばれ、平安南道に属した。1905年には統監府の地方官署である理事庁が置かれた。日本による韓国併合後の1913年には府制が施行され、鎮南浦府に位置付けられた。
1979年12月、龍岡郡と大安市を編入して直轄市に昇格し、平安南道から分離した（南浦直轄市）。
2004年1月9日、行政区画の再編が行われて南浦直轄市は廃止され、平安南道に編入された。中心部は南浦特級市となり、郊外の区域は南浦から切り離されて郡となった。「特級市」は道に属する行政区分であり、この名を持つ行政区分は同国初である。
2011年2月15日に韓国統一部は、「南浦特別市」への変更が行われたとの見解を発表した。

### 年表
この節の出典
- 1906年 - 平安南道三和郡を鎮南浦府に改編。
- 1910年 - 平安南道所属の鎮南浦府が発足。
- 1914年4月1日 - 郡面併合により、旧鎮南浦府を廃止し、元唐面の一部（鎮南浦港付近の区域）を新鎮南浦府として指定する。残りの地域が龍岡郡に編入。
- 1939年 - 龍岡郡大代面の一部を編入。
- 1950年 - 鎮南浦府が南浦市に改称。
  - 龍岡郡大代面・陽谷面の各一部を編入。
- 1952年12月 - 郡面里統廃合により、平安南道龍岡郡多美面・吾新面・陽谷面の各一部が南浦市に編入。南浦市に以下の洞・里が成立。(16洞7里）
  - 大頭洞・漢頭洞・碑石洞・新興洞・芝山洞・麻沙洞・龍井洞・三和洞・杻洞洞・海岸洞・後浦洞・龍水洞・火山洞・南山洞・馬山洞・億両機洞・島智里・新興里・高霊里・柳沙里・寒鶴里・漁湖里・文艾里
- 1960年（15洞8里）
  - 大頭洞が分割され、上大頭洞・中大頭洞・下大頭洞が発足。
  - 碑石洞が分割され、上碑石洞・中碑石洞・下碑石洞が発足。
  - 新興洞が分割され、南興洞・西興洞が発足。
  - 三和洞・杻洞洞が龍井洞に編入。
  - 海岸洞が漢頭洞に編入。
  - 火山洞・南山洞が龍水洞に編入。
  - 馬山洞が馬山里に降格。
- 1961年（15洞8里）
  - 南興洞の一部が龍井洞に編入。
  - 西興洞の一部が億両機洞に編入。
- 1963年3月（19洞12里）
  - 龍岡郡葛川里・羽山里・徳海里、温泉郡大代里・花島里を編入。
  - 後浦洞・龍水洞の各一部が合併し、南山洞が発足。
  - 下碑石洞・漢頭洞の各一部が合併し、港口洞が発足。
  - 下碑石洞・漢頭洞の各一部が合併し、海岸洞が発足。
  - 馬山里が馬山洞に昇格。
- 1965年（25洞10里）
  - 上碑石洞の一部が分立し、文化洞が発足。
  - 西興洞・馬山洞の各一部が合併し、セギル洞が発足。
  - 柳沙里・馬山洞の各一部が合併し、会倉洞が発足。
  - 柳沙里の残部・上大頭洞の一部が合併し、柳沙洞が発足。
  - 島智里が島智洞に昇格。
  - 漢頭洞の一部が分立し、駅前洞が発足。
- 1967年（27洞10里）
  - 花島里の一部が分立し、鎮島洞が発足。
  - 南山洞の一部が分立し、仙倉洞が発足。
- 1972年 - 島智洞が島智労働者区に降格。(26洞1労働者区10里）
- 1974年5月（27洞10里）
  - 温泉郡蘇康里・嶺南里・新寧里を編入。
  - 高霊里が大代里に編入。
  - 寒鶴里・島智労働者区が合併し、島智洞が発足。
  - 文艾里が新興里に編入。
- 1977年 - 大代里が大代洞に昇格。(28洞9里）
- 1979年12月 - 平安南道南浦市・大安市・龍岡郡を同道から独立させ、南浦直轄市として再編。（1区域1市1郡、うち南浦区域28洞9里）
  - 旧南浦市を南浦区域に改編。
- 1981年（1区域1市1郡、うち南浦区域29洞9里）
  - 億両機洞が進水洞に改称。
  - 大代洞の一部が分立し、臥牛島洞が発足。
- 1983年（5区域1郡、うち港口・臥牛島区域29洞9里）
  - 南浦区域を港口区域・臥牛島区域に分離。
  - 大安市を江西区域・大安区域・千里馬区域に分離。
- 1984年（5区域1郡、うち港口・臥牛島区域29洞13里）
  - 龍岡郡の一部（吾新里・多美里・月梅里）が大安区域に編入。
  - 龍岡郡の一部（芝沙里・剣山里・東箭里）が港口区域に編入。
  - 島智洞が分割され、建国洞・島智里が発足。
- 1987年 - 平安南道大同郡の一部（大宝山里および八青里の一部）が江西区域に編入。（5区域1郡、うち港口・臥牛島区域29洞13里）
- 1988年7月（5区域1郡、うち港口・臥牛島区域30洞14里）
  - 黄海南道殷栗郡の一部（松観里）が臥牛島区域に編入。
  - 嶺南里・蘇康里の各一部が合併し、閘門洞が発足。
- 1989年 - 江西区域の一部が千里馬区域に編入。（5区域1郡、うち港口・臥牛島区域30洞14里）
- 1991年当時は面積約1,000km2、人口約807,000人であった。
- 1993年12月（5区域1郡、うち港口・臥牛島区域32洞14里）
  - セギル洞の一部が分立し、体育村洞が発足。
  - 大代洞の一部が分立し、玉泉台洞が発足。
- 1995年（5区域1郡、うち港口・臥牛島区域35洞14里）
  - 建国洞が分割され、建国一洞・建国二洞が発足。
  - 新興里の一部が分立し、文艾洞が発足。
  - 中大頭洞の一部が分立し、恩徳洞が発足。
- 1996年 - 黄海南道クァイル郡の一部（椒島里）が港口区域に編入。（5区域1郡、うち港口・臥牛島区域35洞15里）
- 1999年6月（5区域1郡、うち港口・臥牛島区域36洞15里）
  - 閘門洞が閘門一洞に改称。
  - 松観里の一部が分立し、閘門二洞が発足。
- 2004年1月9日 - 朝鮮民主主義人民共和国最高人民会議常任委員会が出した政令により、南浦直轄市が廃止。同市の地域が平安南道に編入され、次のように再編された。(36洞15里）
  - 港口区域・臥牛島区域を平安南道南浦特級市に再編。市内の区域は廃止。
  - 江西区域が平安南道江西郡となる。
  - 大安区域が平安南道大安郡となる。
  - 千里馬区域が平安南道千里馬郡となる。
  - 龍岡郡が平安南道龍岡郡となる。
- 2010年 - 平安南道南浦特級市・江西郡・大安郡・温泉郡・龍岡郡・千里馬郡を独立させ、南浦特別市を新設。（5区域2郡)
  - 南浦特級市を廃止、港口区域・臥牛島区域を設置。
  - 江西郡を江西区域、大安郡を大安区域、千里馬郡を千里馬区域に改編。

## 産業

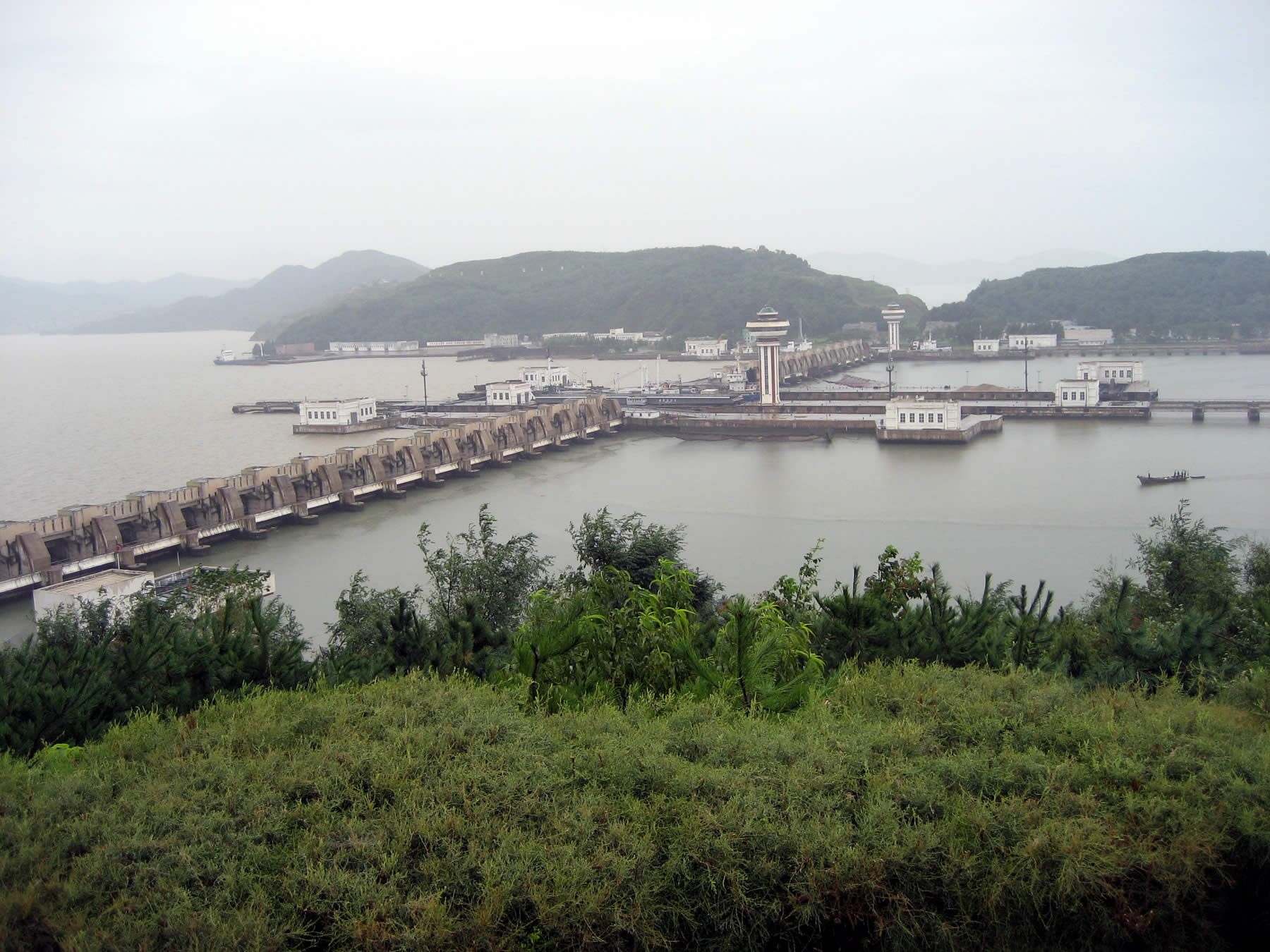
西海閘門

日本統治時代から平壌の外港として朝鮮北部最大の貿易港であり、貿易額は釜山、仁川に次ぐ第3位だった。また精錬所を始め、ガラス、造船、化学工業が発達し、漁業も盛んだった。現在はガラス、機械、有色金属類が中心となっている。
市内の工業団地には韓国統一教会系企業との合弁企業であった、平和自動車の工場がある。そこで乗用車が生産されているが、2012年に統一教会系企業が撤退しその後は、中国の自動車メーカーから部品を輸入してノックダウン生産を行っている。
大同江の河口には「西海閘門（ソヘカンムン、さいかいこうもん）」と呼ばれる巨大な河口ダムが建設されている。ダム湖内部は淡水化され、堤防上には鉄道（西海閘門線）と道路が作られ対岸同士を結び、南浦港に入る大型船が通るための閘門も複数設置されている。堤防は治水と水運・交通のために建設されたもので、1980年代に朝鮮人民軍などを投入して大々的に工事が進められ、1986年に完成した。この巨大工事は金正日書記（当時）の指導の賜物とされ、朝鮮中央放送のテレビニュースのバックにもしばしば登場している。

## 教育

### 学校
- 南浦大学
- 西海大学
- 南浦外国語学院
- 南浦技術大学

### その他
- 南浦市階級教養館
- 水山里階級教養館
- 大安革命史跡館

## 交通
平壌の海の玄関口として海運、河川航路、鉄道、道路が発達し、北朝鮮の海外貿易の中心である。戦前から南浦と大連を結ぶ航路が運行されており、現在も大連、天津を結ぶ国際貨物航路として継続されている。

### 鉄道
- 朝鮮民主主義人民共和国鉄道省
  - 平南線（平壌 - 平南温泉）
    - 降仙駅 - 江西駅 - 龍岡駅 - 葛川駅 - 新南浦駅 - 徳洞駅 - 新寧里駅 - 東広梁駅 - 西広梁駅 - 花島駅 - 路上駅 - 貴城駅 - 平南温泉駅
    - 南浦支線：新南浦駅 - 南浦駅
    - 箴津里線：降仙駅- 箴津里駅

  - 保山線（江西 - 保山）
    - 江西駅 - 保山駅

  - 大安線（江西 - 平南大安）
    - 江西駅 - 平南大安駅

  - 龍岡線
    - 龍岡駅 - 龍湖駅 - 後山駅 - 龍月駅 - 麻永駅

  - 後山線
    - 後山駅 - 陽幕駅

  - 南洞線
    - 平南温泉駅 - 安石駅

  - 島智里線（南浦 - 島智里）
    - 南浦駅 - 島智里駅

  - 西海閘門線（鉄鉱 - 新寧里）
    - 漢二川駅 - 松観駅 - 西海閘門駅 - 新寧里駅

### 高速道路
1998年に完工した青年英雄道路が南浦と平壌を繋いでいる。

## 文化・観光・施設

### 観光地
- 臥牛島遊園地：市内中心から西南方へ10kmの地点にある小さな山。以前は島であったが、今は陸地とつながっている。頂上に東屋があり、ボート乗り場、休養所、花草園、バレーボールコート、バスケットボールコートなどがある。
- 西海閘門：朝鮮西海の海域8kmを塞き止めて建設した世界的な閘門。1986年に完工。堰堤の上には鉄道、車道、歩道が敷かれてある。閘室を5万トン級の船舶が通過できる。
- 台城湖： 平壌から西へ30余km離れている山中の湖。ゴルフ場、少年団キャンプ場、休養所がある。
- 南浦児童交通公園
- 水山里階級教養館

### 遺跡
南浦周辺には、新石器時代の巨石墓や高句麗時代の壁画古墳、山城が残る。
江西区域・龍岡郡の壁画古墳は、2004年に指定されたユネスコ世界遺産「高句麗古墳群」の一部を構成する。ユネスコの資料では以下の古墳が「南浦」（Nampho）地区に所在すると記載されており、これに従って南浦市に所在すると記載されることがあるが、直轄市の解体により現在は市域外にある。
- 江西三墓（江西区域） - 徳興里古墳から西方へ7kmの地点にある7世紀中葉の高句麗古墳壁画。現在まで知られている古墳の中で最も優れた壁画である。
- 徳興里古墳（江西区域） - 1976年末～1977年初に発掘された。
- 修山里古墳（江西区域）
- 薬水里古墳（江西区域）
- 龍岡大墓（龍岡郡）
- 双楹塚（龍岡郡）